# 托勒密三世
托勒密三世「施惠者」（约前280年—前222年11/12月），托勒密埃及的第三位法老和國王（Basileus），從前246年—前222年在位，他在位期間托勒密埃及國力和疆土的達到最高峰。
他是托勒密二世与第一任王后阿爾西諾伊一世之子，當他還年幼時她的母親失寵，使他失去王位繼承權，但在前250年代時恢復他王位繼承人的地位，之後在前246年順利繼承父親的王位。當他即位之時，他與昔兰尼女王贝勒尼基二世結婚，使昔兰尼加再度併入托勒密埃及中。在前246年到前241年的第三次叙利亚战争中，托勒密三世入侵塞琉古帝國，並得到一場近乎完全勝利，然而埃及發生暴動使他被迫放棄大好戰局，回頭平亂。在叛亂平息後，托勒密加強了與埃及上層祭司之間的緊密配合，於前238年編纂克諾珀斯法令（Canopus decree），後續的托勒密王朝為了在埃及穩固權力也採用這方法，形成一種趨勢。在愛琴海，托勒密三世的艦隊在前245年左右儘管於安德羅斯戰役被安提柯馬其頓打個大敗，但仍持續經濟支援希臘本土的反馬其頓陣營。當托勒密三世駕崩，他的長子托勒密四世繼承王位。

## 背景和早年
托勒密三世大約出生在前280年前後，母親是國王利西馬科斯之女阿爾西諾伊一世，是父親托勒密二世，是與阿爾西諾伊之間的第一個兒子。父親在前284年成為埃及的共治王，並在前282年單獨統治整個國家。隨著利西馬科斯王國的崩解，約在前279年曾經嫁給利西馬科斯的姑姑阿爾西諾伊二世從希臘返回埃及，母親阿爾西諾伊一世和姑姑阿爾西諾伊二世之間可能爆發衝突。而後母親阿爾西諾伊一世被指控圖謀不軌，被放逐到上埃及的科普特斯（Coptos）去，而父親在前273/2年以前娶了自己的親姊姊阿爾西諾伊二世。隨著母親的失勢，托勒密三世等子女似乎也喪失王位繼承權，這樣的政治背景也可以解釋為何托勒密三世在愛琴海的小島錫拉島長大，而不是在埃及。托勒密的家庭教師包含有詩人兼博學家羅德島的阿波羅尼奧斯，這位大師後來成為亞歷山卓圖書館館長。
從前267年開始一位謎一般的人物被立為托勒密二世的共治王，現代的學者們稱這位共治王為「兒子托勒密」（Ptolemy "the Son"），他曾在克里莫尼迪茲戰爭期間曾率領艦隊作戰，但在前259年第二次敘利亞戰爭爆發之時他在小亞細亞發動叛亂，隨後被移除共治王的地位。一些學者認為這位「兒子托勒密」就是托勒密三世，但這不太可能，因為托勒密三世的年齡太年輕以至於不可能在前260年代率領軍隊作戰，也不可能在前259年叛亂後沒遭到甚麼嚴厲懲處。學者Chris Bennett主張這位「兒子托勒密」的身分就是阿爾西諾伊二世和前夫利西馬科斯所生之子托勒密在平叛之後，托勒密二世，讓阿爾西諾伊一世的子女過繼到阿爾西諾伊二世的名義下，儘管阿爾西諾伊二世已過世多年了。
在前250年代後期，父親托勒密二世安排托勒密三世與昔蘭尼國王馬加斯的獨生女貝勒尼基二世訂婚透過這訂婚協議，可以顯現出托勒密三世將是托勒密二世的假定繼承人。在前246年1月28日他的父親托勒密二世去世，托勒密在無爭議下繼承了王位。

### 合併昔兰尼加

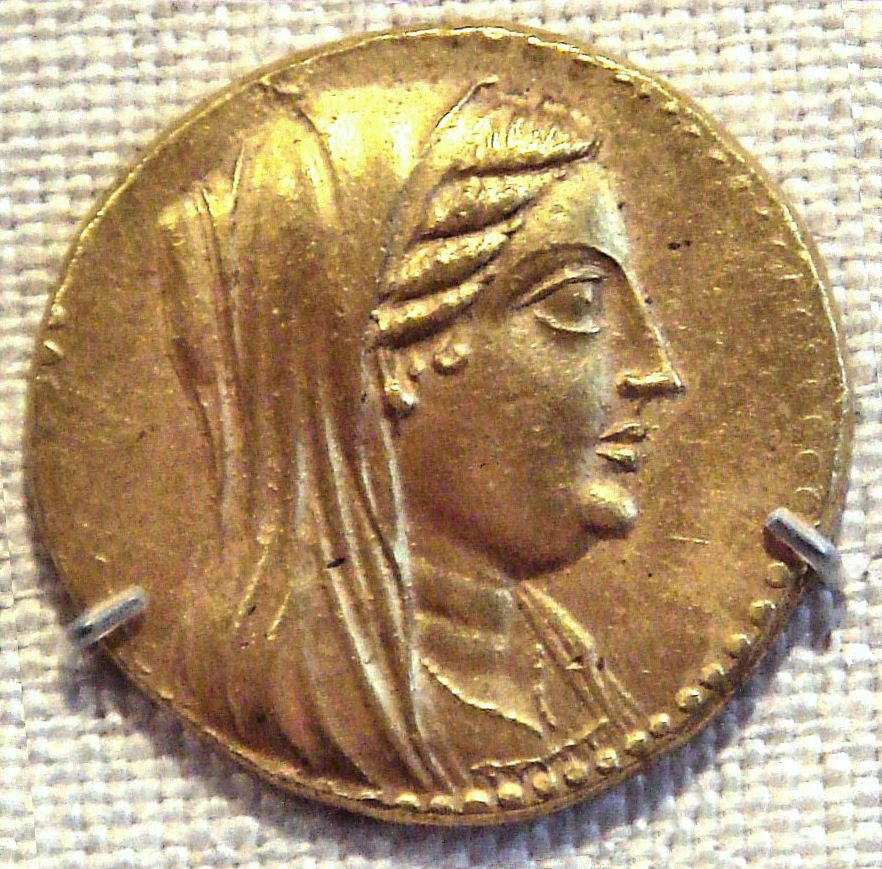
貝勒尼基二世的八德拉克馬（octodrachm）金幣

昔兰尼加作為托勒密埃及第一塊外圍領地，其統帥馬加斯在276年叛變並自立為王，使昔兰尼加脫離托勒密二世統治。藉由托勒密三世和貝勒尼基二世訂婚，意味著埃及和昔兰尼加會在馬加斯逝世後和解，然而當前250年馬加斯逝世，貝勒尼基的母親阿帕瑪拒絕遵守婚約，而把女兒嫁給馬其頓安提柯王族綽號「美男子」的德米特里，來到昔蘭尼加的德米特里在岳母阿帕瑪的幫助下成為昔蘭尼國王，但不久昔蘭尼人和貝勒尼基二世就暗殺了他。昔蘭尼陷入動盪，甚至兩位希臘共和派人物來到昔蘭尼成立了共和邦聯，動盪直到貝勒尼基引進托勒密埃及的力量才安穩。
前246年隨著托勒密三世即位，與貝勒尼基的婚禮也隨即舉行，昔蘭尼加也重新回到托勒密王國內。托勒密三世在昔蘭尼加建立一些新的港口城市，並命名為托勒邁斯（Ptolemais）和貝勒尼基，來紀念這對王室夫妻。昔蘭尼加的城市被重組成一個由國王監督的邦聯，作為嚮往獨立自治的城市與渴求專政統治的君主之間雙方一個平衡。

## 第三次敘利亞戰爭

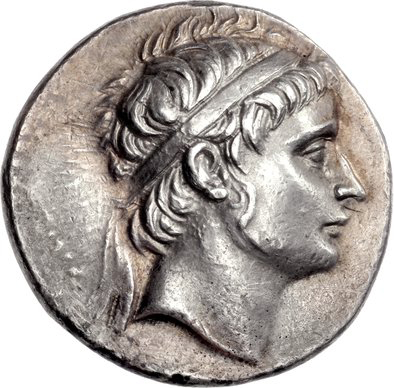
塞琉古帝國塞琉古二世的錢幣

因為史料的缺乏，關於第三次敘利亞戰爭以及後續兄弟戰爭時間先後採用傳統說法。前246年7月，塞琉古帝國安條克二世在以弗所突然逝世，他的第一位王后勞迪絲一世所生的兒子塞琉古二世此時已19歲，然而早在前252年夏季安條克二世又娶了托勒密三世的妹妹貝勒尼基作為第二位王后，現在也有一個兒子安條克還不到5歲，一場王位繼承權之爭隨即展開。早在父親逝世前成為共治王的塞琉古二世很快就受到帝國大部分如小亞細亞和巴比倫尼亞等地區承認。貝勒尼基她也立自己年幼的兒子為王，但僅能支配安條克城周遭一帶，她隨即向自己的哥哥托勒密三世求援。貝勒尼基還派人去爭取奇里乞亞地區支持，同時托勒密接信後率領一支小艦隊北上，在沒有受到甚麼抵抗下於當年秋末來到塞琉古帝國敘利亞重要港口城市塞琉西亞，然而在托勒密三世來到安條克城皇宮才發現妹妹母子倆已死，被勞迪絲和塞琉古二世的黨人先行暗殺了。不願承認挫敗、空手而回的托勒密三世，他暫時隱埋死訊來贏得更多時間召集更多軍隊，之後他發動大規模攻勢為自己妹妹報仇，爆發第三次敘利亞戰爭，這場戰爭又稱為勞迪絲戰爭。
這場戰爭托勒密三世大獲全勝，奪取了敘利亞、奇里乞亞和美索不達米亞上游，甚至可能在前246年底或前245年初攻入了巴比倫城。根據托勒密埃及在阿杜利斯銘文的宣傳，托勒密三世還冠上亞細亞大王的頭銜。實際上，托勒密三世真正的占領地往東僅到美索不達米亞上游，他在那裏設了一個總督轄區「幼發拉底河另一側之地」，代表有意把這塊地區併入托勒密王國中。

### 埃及暴動

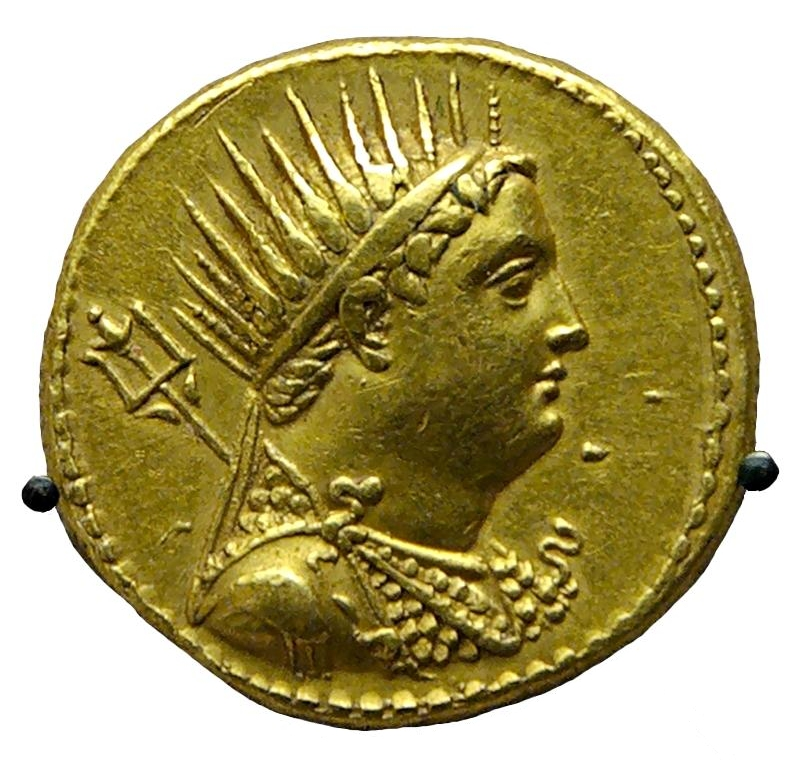
托勒密三世的錢幣

就在這個時候，托勒密三世收到埃及發生暴動的消息，他不得不從前線撤軍回本土去鎮壓暴民。另一方面，在前245年7月塞琉古軍已經收復了美索不達米亞上游。這場埃及的暴動意味重大，之後的一系列暴動在接下來在一世紀內不停給托勒密埃及帶來麻煩，其中一個暴動理由就是托勒密為了在敘利亞用兵，造成過高的稅率負擔，加上莎草紙記錄了當時前245年尼羅河氾濫不如預期，造成飢荒。從古氣候指標研究推測，可能是前247年時的火山噴發而影響了季風型態變化，導致氣候改變。
在返回埃及平定叛亂以後，托勒密三世致力於埃及社會與希臘社會中宣傳自己是個勝利者，在阿杜利斯一份官方宣傳的銘文中過度誇大托勒密三世的征服地，甚至連巴克特里亞地區都宣稱是征服地之一。前243年新年，托勒密三世把自己和王后貝勒尼基二世神格化，以一對「施惠神」（Theoi Euergetai）的身分納入托勒密埃及的國家崇拜之中，榮耀他們在這場戰爭中奪回曾被波斯奪走的埃及神像，使神像重歸埃及。

### 戰爭結束
這場戰爭另一個焦點可能是在愛琴海周圍，一位謎一般的托勒密將軍托勒密·安德洛馬克（Ptolemy Andromachou），他可能是托勒密二世的私生子，他在前246年從塞琉古帝國手中奪取了以弗所。後來他入侵了色雷斯沿海一些地區並征服了馬羅尼亞（Maroneia）和埃內茲（Enez），他在一個不確定的時間點可能在前245年，在一場對抗馬其頓安提柯二世艦隊的安德羅斯海戰遭到擊敗。在前243年時他在以弗所被自己色雷斯士兵刺殺。
隨著史料缺乏，之後戰爭走向僅知道在前242年靠近大馬士革和腓尼基一帶發生一些戰鬥。之後不久，於前241年托勒密埃及和塞琉古講和，埃及保留小亞細亞和敘利亞北部的征服地，至此從色雷斯的馬羅尼亞開始，到近乎西地中海沿岸直到利比亞錫德拉灣，都在托勒密埃及的控制之下。此戰也拿下敘利亞重要港口城市塞琉西亞·佩里亞，這也是塞琉古一世的長眠之地，無疑是賽琉古帝國在政治聲望上、經濟上一大挫敗。

## 後期統治

### 塞琉古帝國內戰和小亞細亞
戰後塞琉古帝國塞琉古二世的弟弟安條克·伊厄拉斯叛變，自立為王，並在小亞細亞建立自己的勢力。簽訂完第三次敘利亞戰爭和約的托勒密三世，無法直接用武力干涉塞琉古帝國內戰，但他從前241年持續金援塞琉古二世的敵人，其中就包括安條克·伊厄拉斯。當安條克·伊厄拉斯與塞琉古交戰時，托勒密他默默地派出援兵幫助安條克贏得勝利。而當安條克與托勒密決裂以後，托勒密改支持帕加馬阿塔羅斯一世，並使帕加馬在與安條克·伊厄拉斯的戰爭中逐漸擴張，直至消滅安條克的勢力。當前223年塞琉古帝國將軍阿凱夫斯率軍進攻小亞細亞，準備奪回被阿塔羅斯一世所攻占的土地，托勒密三世派遣他的兒子馬加斯率軍去支援阿塔羅斯，但他卻沒有辦法阻止帕加馬戰敗。

### 希臘本土和克里昂米尼戰爭

克里昂米尼戰爭時期的希臘勢力圖

托勒密三世繼續維持他父親的反安提柯馬其頓政策，這也可能導致第三次敘利亞戰爭中與馬其頓安提柯二世發生直接衝突。在約前245年安德羅斯戰役戰敗後，托勒密三世似乎回到間接對抗的政策上，他金援馬其頓在希臘本土上的敵人們，其中最著名的就是伯羅奔尼撒希臘城邦們為了反抗馬其頓而組成的聯邦亞該亞同盟。在前243年托勒密因此被亞該亞同盟選為聯盟名譽元帥（hegemon），之後還每年支付年金給他們。前240年起托勒密也與希臘西北部的埃托利亞同盟結成一個聯盟.，並在後來前238年到前234年，這兩個同盟對抗馬其頓的「德米特里戰爭」中托勒密埃及給予金錢支援。
但，在前229年斯巴達克里昂米尼三世與亞該亞同盟爆發了克里昂米尼戰爭，在斯巴達強盛的兵威下，亞該亞同盟統帥阿拉圖斯在前226年轉而向馬其頓國王安提柯三世結盟。托勒密三世的反應是立即打破與亞該亞同盟的關係，把經濟支援的對象轉向斯巴達。前224年馬其頓安提柯三世建立「泛希臘同盟」，把大部分其他的希臘邦聯和城邦都納入馬其頓保護傘下，但雅典和埃托利亞同盟仍保有馬其頓的敵意，他們同時向托勒密聯盟。雅典在前224年把大量的殊榮頒給托勒密三世，鞏固雙方之間的聯盟和友誼，其中包含了創建新的部落區（phyle）來榮耀托勒密，命名為「托勒邁斯」，還創建一個新的公社（deme）來榮耀他的王后貝勒尼基二世，命名為「貝勒尼基達」（Berenicidae）。雅典建立一套國家的宗教崇拜，把托勒密三世和貝勒尼基二世神格化祭拜，還包含一個節日「托勒密節」。這個祭拜中心就是托勒密神殿，它同時也負擔古希臘體育館的功能，負責教育雅典的年輕人。
前223年斯巴達國王克里昂米尼在戰事中遭到一連串失敗，使托勒密三世在隔年放棄對他的經濟援助，這可能是托勒密和安提柯達成的協定。托勒密三世似乎不願意派遣軍隊來給予實質幫助，尤其是塞琉古帝國開戰的威脅越來越明顯。最終克里昂米尼在前222年塞拉西亞戰役遭到大敗，被迫流亡到埃及首都亞歷山卓。托勒密三世對克里昂米尼以禮相待，並許諾會給予他協助來奪回王位。但這承諾並沒有實現，而克里昂米尼戰爭也成為托勒密埃及最後一場干預希臘本土的戰爭了。

### 逝世
前222年11月或12月，就在克里昂米尼逃到埃及以及馬加斯於小亞細亞失敗不久後，托勒密因自然因素過世，王位由他的兒子托勒密四世順利繼承。

## 政策

### 法老思想和埃及宗教

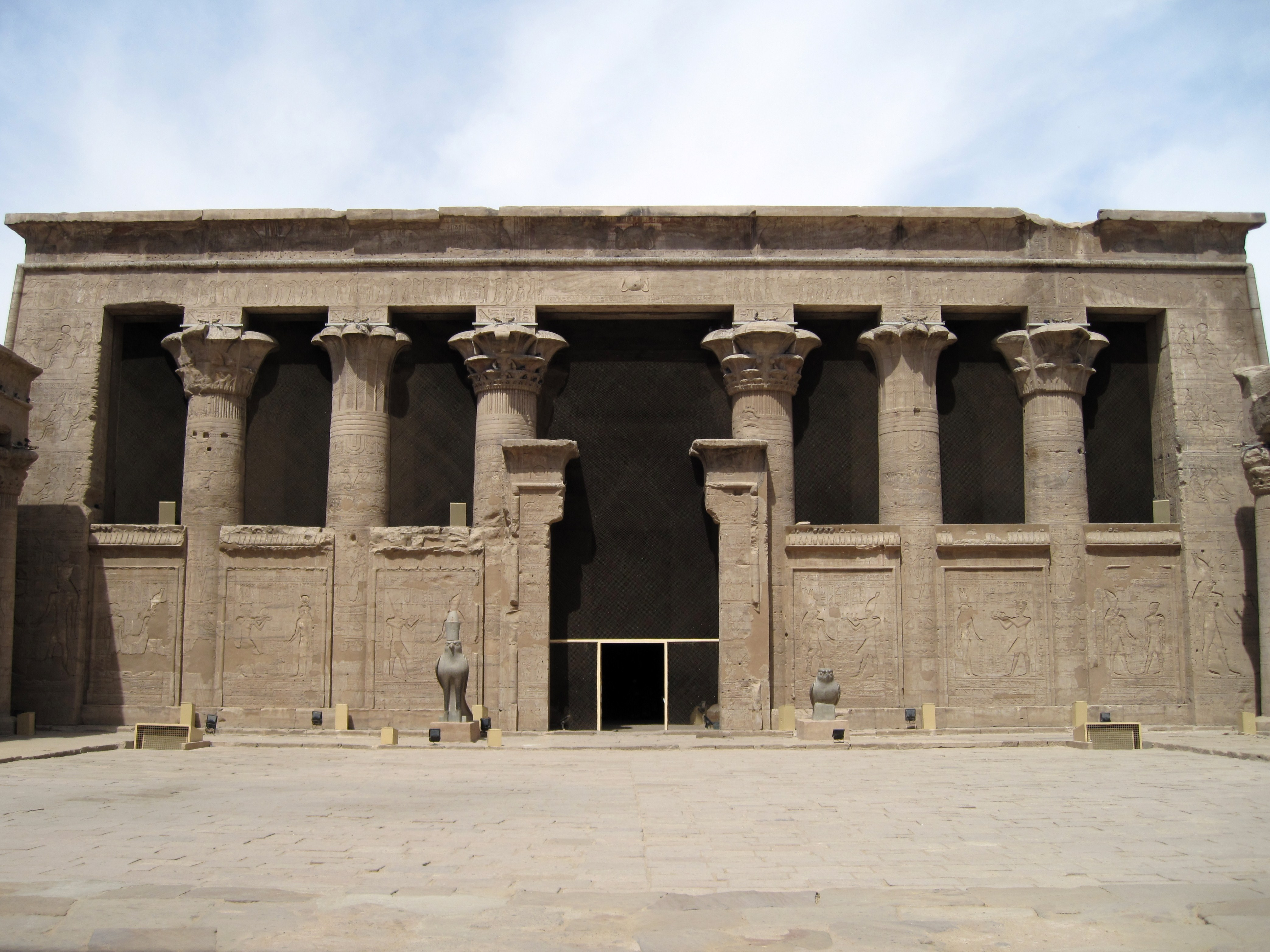
埃德富神廟前庭，該神廟由托勒密三世建造的.

托勒密三世如同他的前任致力於符合埃及法老的傳統形象模式。他是一系列托勒密埃及法令（Ptolemaic decrees）的首位發布者，該詔令用三種語言刻寫於石頭上，分別是古希臘文、埃及聖書體、埃及世俗體。早期的詔令如總督石碑（Satrap stele）和大門德斯石碑（Great Mendes Stela），是個別神殿單一用埃及聖書體所直接刻寫。相反地，托勒密三世的克諾珀斯法令（Canopus decree）是由全埃及祭司在前238年召開一個特別的宗教會議所產生的，這個詔令制定了一連串的改革以及代表托勒密三世作為法老與上層埃及祭司建立了一個緊密合作的夥伴關係，這夥伴關係持續到托勒密王朝終結為止。克諾珀斯法令中，埃及祭司們讚美托勒密是位完美的法老，他們強調了托勒密三世支持祭司團體的舉動、在保衛埃及上獲得軍事勝利、奪回被塞琉古帝國佔據的宗教藝術品、以及良好的治理上，尤其是托勒密自行出錢進口大量穀物來抵銷尼羅河氾濫不足的天災影響。其他的法令包含祭司內部編成改革、宣告在古埃及曆法中一年365天且每四年閏一天的曆法改革，和制定曆法相關節慶的變動。托勒密三世的幼女貝勒尼基同年夭折，宗教會議通過決議尊奉貝勒尼基為神，並安排相關崇拜。之後祭司們的宗教會議在托勒密三世之後的君主治下繼續召開並發布法令，知名的有其子托勒密四世時於前218年發布的拉菲亞法令（Raphia Decree），以及最知名的法令是其孫托勒密五世在前196年時所立的羅塞塔法令（Rosetta Stone decree），即羅塞塔石碑。
早期的托勒密王朝君主跟隨亞歷山大大帝般在埃及神祇中優先崇敬底比斯卡奈克的阿蒙神，但在托勒密三世時焦點強烈轉移到孟菲斯卜塔，卜塔的早期化身阿匹斯公牛成為皇家新年節慶和加冕慶典的重要腳色。從托勒密三世的法老尊號可以注意到新的焦點改變，他的諾門名（nomen ）中含「卜塔所愛」（Mery-Ptah）的字句，他的金荷魯斯名則提到「像卜塔－塔特恩的三十年节日之主」（Neb khab-used mi ptah-tatenen）。
托勒密三世資助的神廟建造工程遍布埃及，最重要的就是埃德富神廟，該處是古埃及神殿建築的傑作之一，亦是目前全埃及保存最好的神殿。托勒密三世在前237年8月23日開工建造，工期持續近乎整個托勒密王朝，主神廟完工在前231年他的兒子托勒密四世之時，全部建築群直到前142年托勒密八世時完工，但大塔門的浮雕卻到托勒密十二世時才宣告完成。此外，托勒密還在其他地方開啟其他工程，從北至南如下：
- 亞歷山卓的塞拉皮斯聖域（Serapeum）
- 克諾珀斯的歐西里斯神廟[40]
- 塞本尼托斯（Sebennytos）附近拜赫貝特·埃爾·哈格（Behbeit El Hagar）的伊西斯神廟裝飾工程[40]
- 美達姆得（Medamud） 蒙圖神殿 （Montu）裡面的一個神聖湖泊[40]
- 底比斯卡奈克的奧佩特（Opet）神廟的裝飾工程，以及孔蘇神廟（Khonsu）的托勒密三世塔門（pylon）[40][41]
- 伊斯納的庫努牡神廟
- 菲萊伊西斯神廟的出生室[40]

### 學術和文化
托勒密三世延續前任君王對文學和學術的資金贊助，在博學院（Musaeum）內部的亞歷山卓圖書館在塞拉皮斯神廟（Serapeum of Alexandria）增建了第二圖書館。據說他下令亞歷山卓的每一藏書都借來抄寫一份，並把抄本物歸原主，正本收入圖書館收藏之中。也據說他從雅典借了艾斯奇勒斯、索福克勒斯、歐里庇得斯的正本抄本，以高價強買下來而不歸還，收入館藏之中。此外，在托勒密三世宮廷之中最傑出的學者是博學家兼地理學家厄拉托西尼，他最知名的就是以觀測日影的方法正確估算出地球圓周，其他著名學者還有數學家科農和阿波羅尼奧斯

### 紅海貿易
托勒密三世的統治時期與其他政權進行的國際貿易一個焦點。在1930年代的索馬利亞南部的布嘎泊（Burgabo）被認為是古代的商港尼康（Nikon），在學者馬丁利帶領下的考古隊在這裡發掘出17枚托勒密三世到托勒密五世的銅幣，以及羅馬帝國晚期和馬木路克蘇丹國的錢幣。

## 婚姻和子女
托勒密三世在前244或前243年娶了他的表妹貝勒尼基二世，他們有以下這些子女：
| 名字           | 圖片 | 出生年份        | 去世年份      | 備註                                                                                             |
| -------------- | ---- | --------------- | ------------- | ------------------------------------------------------------------------------------------------ |
| 阿爾西諾伊三世 |      | 前246或前245年  | 前204年       | 在前220年嫁給弟弟托勒密四世                                                                      |
| 托勒密四世     |      | 前244年5或6月   | 前204年7或8月 | 前222年到前204年托勒密埃及國王                                                                   |
| 不知名之兒子   |      | 前243年7或8月   | 可能於前221年 | 不知其名，可能名為利西馬科斯，他可能死於或早死於前221年的政治清洗                                |
| 亞歷山大       |      | 前242年9或10月  | 可能於前221年 | 他可能死於或早死於前221年的政治清洗                                                              |
| 馬加斯         |      | 前241年11或12月 | 前221年       | 在托勒密四世命令下，沐浴時被人燙死                                                               |
| 貝勒尼基       |      | 前239年1或2月   | 前238年2或3月 | 死後於前239年3月7日於卡諾珀斯法令中被封神，作為「貞潔女主貝勒尼基」（Berenice Anasse Parthenon） |

## 家系圖
|  |                                                                                   |  |  |  |  |  |  |  |  |  |  |  |  |  |  |  |
|  | 8. 拉古斯                                                                         |  |  |  |  |  |  |  |  |  |  |  |  |  |  |  |
|  |                                                                                   |  |  |  |  |  |  |  |  |  |  |  |  |  |  |  |
|  |                                                                                   |  |  |  |  |  |  |  |  |  |  |  |  |  |  |  |
|  | 4. 托勒密一世                                                                     |  |  |  |  |  |  |  |  |  |  |  |  |  |  |  |
|  |                                                                                   |  |  |  |  |  |  |  |  |  |  |  |  |  |  |  |
|  |                                                                                   |  |  |  |  |  |  |  |  |  |  |  |  |  |  |  |
|  | 18. 墨勒阿革洛斯 (巴拉克魯斯之子，阿明塔斯王子之孫，馬其頓國王亞歷山大一世之曾孫) |  |  |  |  |  |  |  |  |  |  |  |  |  |  |  |
|  |                                                                                   |  |  |  |  |  |  |  |  |  |  |  |  |  |  |  |
|  |                                                                                   |  |  |  |  |  |  |  |  |  |  |  |  |  |  |  |
|  | 9. 馬其頓的阿爾西諾伊                                                             |  |  |  |  |  |  |  |  |  |  |  |  |  |  |  |
|  |                                                                                   |  |  |  |  |  |  |  |  |  |  |  |  |  |  |  |
|  |                                                                                   |  |  |  |  |  |  |  |  |  |  |  |  |  |  |  |
|  | 2. 托勒密二世                                                                     |  |  |  |  |  |  |  |  |  |  |  |  |  |  |  |
|  |                                                                                   |  |  |  |  |  |  |  |  |  |  |  |  |  |  |  |
|  |                                                                                   |  |  |  |  |  |  |  |  |  |  |  |  |  |  |  |
|  | 10. 馬其頓的馬加斯                                                                |  |  |  |  |  |  |  |  |  |  |  |  |  |  |  |
|  |                                                                                   |  |  |  |  |  |  |  |  |  |  |  |  |  |  |  |
|  |                                                                                   |  |  |  |  |  |  |  |  |  |  |  |  |  |  |  |
|  | 5. 貝勒尼基一世                                                                   |  |  |  |  |  |  |  |  |  |  |  |  |  |  |  |
|  |                                                                                   |  |  |  |  |  |  |  |  |  |  |  |  |  |  |  |
|  |                                                                                   |  |  |  |  |  |  |  |  |  |  |  |  |  |  |  |
|  | 22. 卡山德                                                                        |  |  |  |  |  |  |  |  |  |  |  |  |  |  |  |
|  |                                                                                   |  |  |  |  |  |  |  |  |  |  |  |  |  |  |  |
|  |                                                                                   |  |  |  |  |  |  |  |  |  |  |  |  |  |  |  |
|  | 11. 馬其頓的安提戈涅                                                              |  |  |  |  |  |  |  |  |  |  |  |  |  |  |  |
|  |                                                                                   |  |  |  |  |  |  |  |  |  |  |  |  |  |  |  |
|  |                                                                                   |  |  |  |  |  |  |  |  |  |  |  |  |  |  |  |
|  | 1. 托勒密三世，埃及國王                                                           |  |  |  |  |  |  |  |  |  |  |  |  |  |  |  |
|  |                                                                                   |  |  |  |  |  |  |  |  |  |  |  |  |  |  |  |
|  |                                                                                   |  |  |  |  |  |  |  |  |  |  |  |  |  |  |  |
|  | 24. 阿爾其馬科司                                                                  |  |  |  |  |  |  |  |  |  |  |  |  |  |  |  |
|  |                                                                                   |  |  |  |  |  |  |  |  |  |  |  |  |  |  |  |
|  |                                                                                   |  |  |  |  |  |  |  |  |  |  |  |  |  |  |  |
|  | 12. 培拉的阿加托克利斯                                                            |  |  |  |  |  |  |  |  |  |  |  |  |  |  |  |
|  |                                                                                   |  |  |  |  |  |  |  |  |  |  |  |  |  |  |  |
|  |                                                                                   |  |  |  |  |  |  |  |  |  |  |  |  |  |  |  |
|  | 6. 利西馬科斯, 利西馬科斯王國國王                                                 |  |  |  |  |  |  |  |  |  |  |  |  |  |  |  |
|  |                                                                                   |  |  |  |  |  |  |  |  |  |  |  |  |  |  |  |
|  |                                                                                   |  |  |  |  |  |  |  |  |  |  |  |  |  |  |  |
|  | 3. 阿爾西諾伊一世                                                                 |  |  |  |  |  |  |  |  |  |  |  |  |  |  |  |
|  |                                                                                   |  |  |  |  |  |  |  |  |  |  |  |  |  |  |  |
|  |                                                                                   |  |  |  |  |  |  |  |  |  |  |  |  |  |  |  |
|  | 伊奧拉斯                                                                          |  |  |  |  |  |  |  |  |  |  |  |  |  |  |  |
|  |                                                                                   |  |  |  |  |  |  |  |  |  |  |  |  |  |  |  |
|  |                                                                                   |  |  |  |  |  |  |  |  |  |  |  |  |  |  |  |
|  | 14. 安提帕特                                                                      |  |  |  |  |  |  |  |  |  |  |  |  |  |  |  |
|  |                                                                                   |  |  |  |  |  |  |  |  |  |  |  |  |  |  |  |
|  |                                                                                   |  |  |  |  |  |  |  |  |  |  |  |  |  |  |  |
|  | 7. 馬其頓的妮卡亞                                                                 |  |  |  |  |  |  |  |  |  |  |  |  |  |  |  |
|  |                                                                                   |  |  |  |  |  |  |  |  |  |  |  |  |  |  |  |
|  |                                                                                   |  |  |  |  |  |  |  |  |  |  |  |  |  |  |  |

## 腳註
1. ↑  Clayton (2006) p. 208
2. 1 2 3 4 5 6  Bennett, Chris. . Egyptian Royal Genealogy.   [2019-12-06]. （原始内容存档于2019-01-13）.
3. ↑  Branko van Oppen de Ruiter 《Berenice II Euergetis: Essays in Early Hellenistic Queenship》 第44頁
4. 1 2  Bennett, Chris. . Egyptian Royal Genealogy.   [2019-12-06]. （原始内容存档于2019-02-05）.
5. ↑  希臘銘文集成（Inscriptiones Graecae） XII.3 464
6. ↑  Hölbl 2001，第63頁
7. ↑  Bennett, Chris. . Egyptian Royal Genealogy.   [2019-12-06]. （原始内容存档于2020-01-03）.
8. ↑  查士丁 26.3.2
9. ↑  查士丁 26.3.3-6; 卡圖盧斯 66.25-28
10. ↑  Hölbl 2001，第44–46頁
11. ↑  Hölbl 2001，第46-47頁
12. ↑  Gurob Papyrus
13. ↑  查士丁 Epitome of Pompeius Trogus 27.1, 波利艾努斯 Stratagems 8.50
14. 1 2  Hölbl 2001，第48頁
15. ↑  .   [2019-11-27]. （原始内容存档于2020-07-16）.
16. ↑  John Grainger 《The Syrian Wars》 第159頁
17. ↑  Ptolemy III chronicle （页面存档备份，存于）; 阿庇安, Syriaca 11.65.
18. ↑  Orientis Graeci inscriptiones selectae (OGIS)  54 (the 'Adulis inscription').
19. 1 2  耶柔米, Commentary on Daniel 11.7-9
20. 1 2 3  Hölbl 2001，第49頁
21. ↑  查士定 27.1.9; 波菲利（Porphyry） 希臘歷史學家斷片（Fragmente der griechischen Historiker） 260 F43
22. ↑  Hölbl 2001，第49-50頁
23. ↑  . EurekAlert. 2017  [2019-11-27]. （原始内容存档于2017-10-19）.
24. ↑  P. Haun 6; 阿特納奧斯 Deipnosophistae 13.593a
25. ↑  Hölbl 2001，第50頁
26. ↑  波菲利 希臘歷史學家斷片 260 F 32.8
27. ↑  Hölbl 2001，第50-51頁
28. ↑  波菲利 希臘歷史學家斷片 260 F32.8
29. ↑  Hölbl 2001，第53-4頁
30. ↑  普魯塔克 Life of Aratus 24.4
31. ↑  普魯塔克 Life of Aratus 41.5
32. ↑  弗朗提努斯 Stratagems 2.6.5; P. Haun. 6
33. ↑  Hölbl 2001，第51頁
34. ↑  保薩尼亞斯 1.5.5; 拜占庭的斯特凡诺斯（Stephanus of Byzantium） sv. Βερενικίδαι
35. 1 2  Hölbl 2001，第52頁
36. ↑  普魯塔克, Life of Cleomenes 29-32
37. ↑  波利比烏斯 2.71.3; 查士丁 29.1 宣稱托勒密三世是被他兒子謀殺而死，但這很可能敵人詆毀的宣傳
38. ↑  諾門‧拉索（Norman Russell）, 《希臘教父傳統中的神化教義》 第31頁
39. ↑  Holbl 2001，第80-81頁
40. 1 2 3 4 5 6  Holbl 2001，第86-87頁
41. ↑  Wilkinson, Richard H. . London: Thames & Hudson. 2000: 163. ISBN 9780500283967.
42. ↑  蓋倫 Commentary on the Epidemics 3.17.1.606
43. ↑  Hölbl 2001，第63-65頁
44. ↑  Hildegard Temporini (编). . Walter de Gruyter. 1978: 977  [1 November 2014]. ISBN 3110071754. （原始内容存档于2015-01-25）.
45. ↑  Lysimachus （页面存档备份，存于） by Chris Bennett
46. ↑  Alexander （页面存档备份，存于） by Chris Bennett
47. ↑  Magas （页面存档备份，存于） by Chris Bennett
48. ↑  Berenice （页面存档备份，存于） by Chris Bennett

## 资料来源
- Clayton, Peter A. . Thames & Hudson. 2006. ISBN 0-500-28628-0.
- Hölbl, Günther. . London & New York: Routledge. 2001: 143–152 & 181–194. ISBN 0415201454.
- Branko van Oppen de Ruiter 《Berenice II Euergetis: Essays in Early Hellenistic Queenship》 Palgrave Macmillan ；2015；ISBN 1137494611
- John Grainger 《The Syrian Wars》 BRILL；2010；ISBN 9004180508
- Dee L. Clayman 《Berenice II and the Golden Age of Ptolemaic Egypt》 Oxford University Press；2013；ISBN 0195370899

| 托勒密三世 托勒密王朝出生于：約前280年逝世於：前222年 | 托勒密三世 托勒密王朝出生于：約前280年逝世於：前222年 | 托勒密三世 托勒密王朝出生于：約前280年逝世於：前222年 |
| ----------------------------------------------------- | ----------------------------------------------------- | ----------------------------------------------------- |
| 前任： 托勒密二世                                     | 托勒密埃及國王兼法老 前246年－前222年                 | 繼任： 托勒密四世                                     |